# Яструбині
Яструби́ні (Accipitrinae) — підродина хижих птахів з родини яструбових. На території України широке розповсюдження мають яструб малий і яструб великий; зустрічається також яструб коротконогий.

## Етимологіяназви
Слово яструб сходить до праслов'янської формі *astrębъ, утвореної від основи *astr — з суфіксом -ęb— (пов'язаним аблаутовим чергуванням з праслав. *- ǫb-, як у слові голуб). Етимологія частини *astr- точно не з'ясована, зазвичай її пов'язують з і.-є. *ōk̑ros «гострий», «різкий», «швидкий», пор. подібне утворення в лат. accipiter «хижий птах», «яструб» <*acupeter, букв. «швидкокрил» (пор. грец. ὠκυπέτης «швидколетючий», дв.-інд. āçupátvan- той же).

## Класифікація

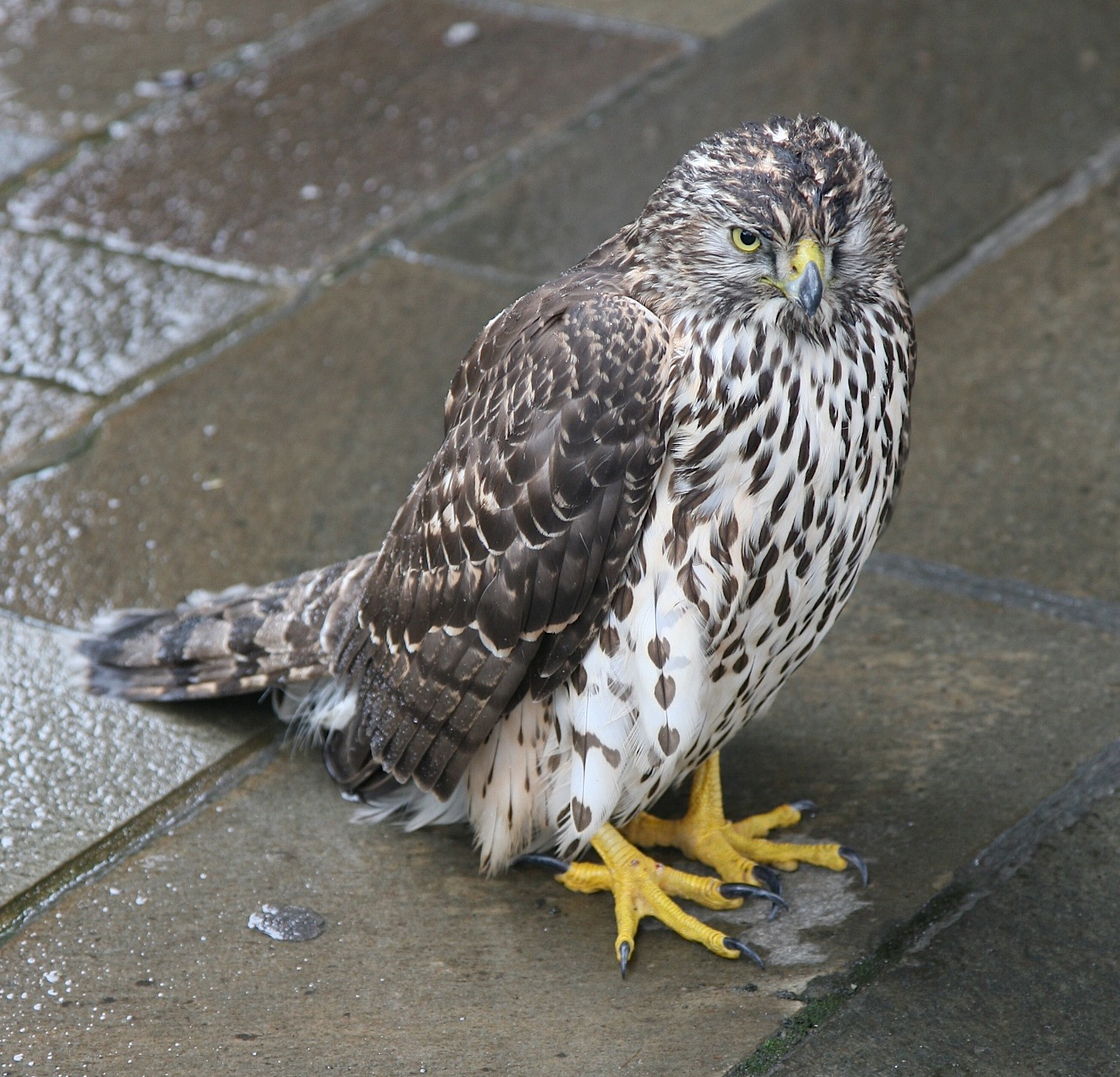
Яструб великий

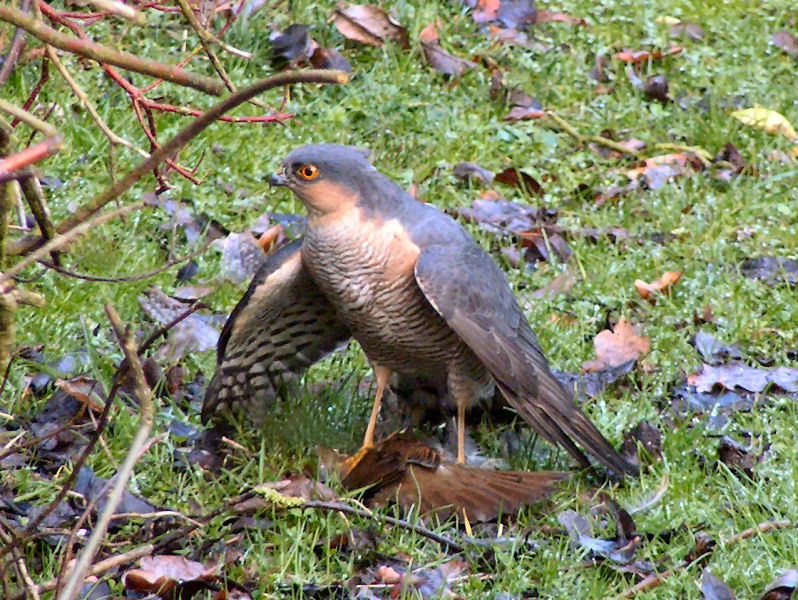
Яструб малий

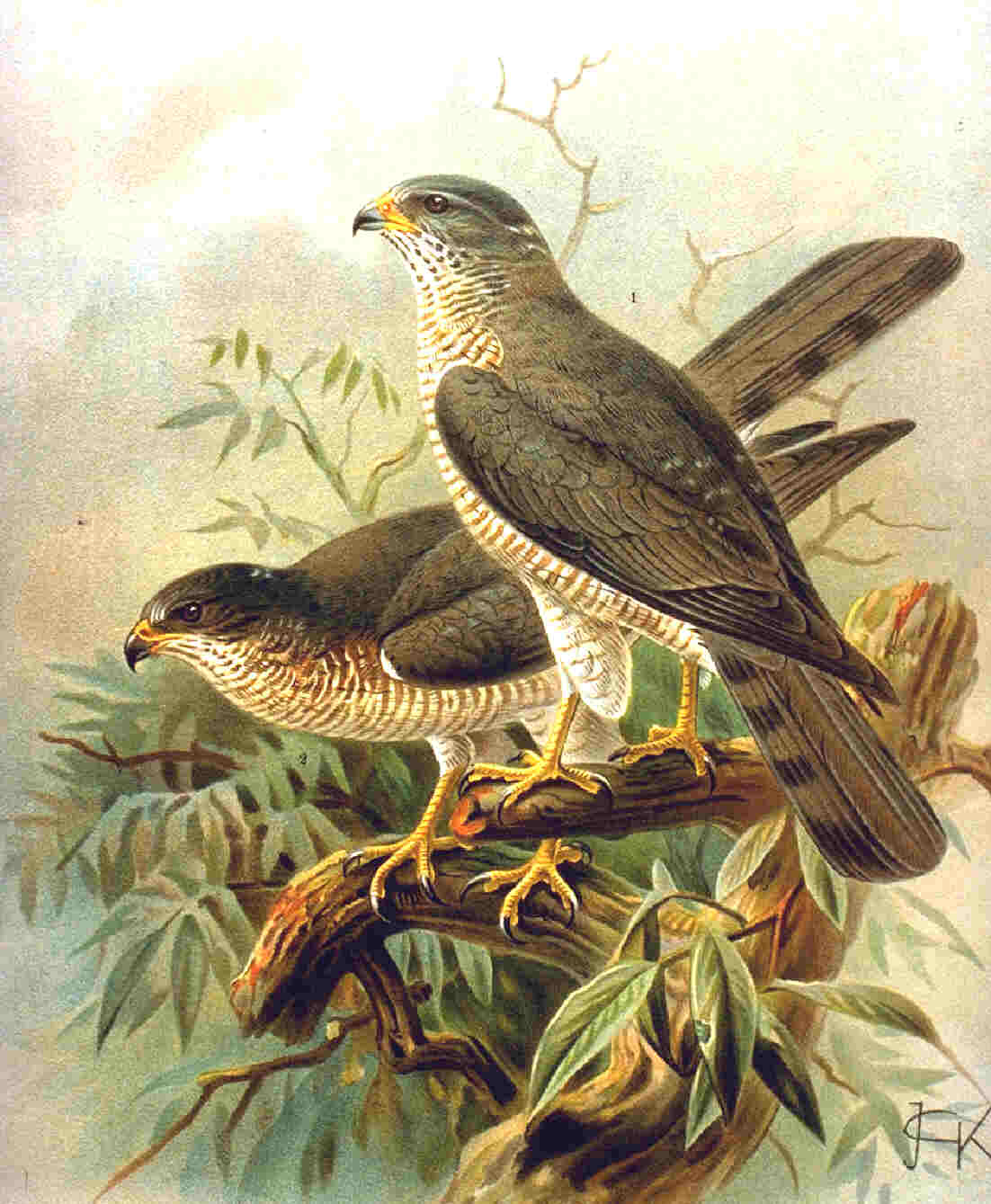
Яструб коротконогий

- Підродина Яструбині (Accipitrinae)
  - Рід Яструб (Accipiter)
    - Яструб великий (Accipiter gentilis)
    - Яструб малий (Accipiter nisus)
    - Accipiter poliogaster
    - Accipiter trivirgatus
    - Accipiter griseiceps
    - Accipiter toussenelii
    - Accipiter tachiro
    - Accipiter soloensis
    - Accipiter francesiae
    - Accipiter trinotatus
    - Accipiter novaehollandiae
    - Accipiter fasciatus
    - Accipiter melanochlamys
    - Accipiter albogularis
    - Accipiter rufitorques
    - Accipiter haplochrous
    - Accipiter henicogrammus
    - Accipiter poliocephalus
    - Accipiter princeps
    - Accipiter melanoleucus
    - Accipiter henstii
    - Accipiter meyerianus
    - Accipiter castanilius
    - Accipiter butleri
    - Яструб коротконогий (Accipiter brevipes)
    - Accipiter luteoschistaceus
    - Accipiter imitator
    - Accipiter erythropus
    - Accipiter minullus
    - Accipiter gularis
    - Accipiter nanus
    - Accipiter erythrauchen
    - Accipiter cirrocephalus
    - Accipiter brachyurus
    - Accipiter rhodogaster
    - Accipiter madagascariensis
    - Accipiter ovampensis
    - Accipiter rufiventris
    - Accipiter badius
    - Accipiter superciliosus
    - Accipiter collaris
    - Accipiter striatus
    - Accipiter chinogaster
    - Accipiter ventralis
    - Accipiter erythronemius
    - Accipiter cooperii
    - Accipiter gundlachi
    - Accipiter bicolor
    - Accipiter virgatus
    - Accipiter hiogaster
    - Accipiter hiogaster

  - Рід Micronisus
    - Micronisus gabar

  - Рід Melierax
    - Melierax metabates
    - Melierax poliopterus
    - Melierax canorus

  - Рід Urotriorchis
    - Urotriorchis macrourus

  - Рід Erythrotriorchis
    - Erythrotriorchis radiatus
    - Erythrotriorchis buergersi